# Good Morning, Vietnam
Good Morning, Vietnam er en amerikansk film fra 1987, instrueret af Barry Levinson.
Filmen havde dansk premiere den 2. december 1988. Robin Williams blev nomineret til en Oscar for bedste mandlige hovedrolle. Han vandt en Golden Globe i stedet for.

## Handling
I 1965 ankommer Adrian Cronauer (Williams) til Saigon, Vietnam, og skal arbejde som discjockey for den lokale U.S. Army radiostation. "Goooooood morning, Vietnaaaaam" er den sjove og småtossede discjockey Adrians morgenråb til de amerikanske soldater. Hans udsendelser overskrider de officielle programregulativer med flere dagsmarcher, men snart er Adrian Cronauer blevet soldaternes idol, officerernes mareridt.

## Medvirkende
- Robin Williams – Airman Second Class Adrian Cronauer
- Forest Whitaker – Private First Class Eddie M. Garlick
- Chintara Sukapatana – Trịnh, en vietnamesisk skolflicka
- Tung Thanh Tran – Phan Dục Tô (a.k.a. Tuan), Trịnh's bror
- Bruno Kirby – Second Lieutenant Steven Hauk
- Robert Wuhl – Staff Sergeant Marty Lee Dreiwitz
- J. T. Walsh – Sergeant Major Phillip Dickerson
- Noble Willingham – Brigadier General Taylor
- Richard Edson – Private Abersold
- Richard Portnow – Sergeant Dan 'The Man' Levitan
- Floyd Vivino – Private Eddie Kirk
- Juney Smith – Sergeant Phil McPherson
- Dan Stanton – Censor #1
- Don Stanton – Censor #2

## Ekstern henvisning
- Good Morning på Internet Movie Database (engelsk)
- Good Morning på Filmdatabasen
- Good Morning på Scope
- Good Morning i Svensk Filmdatabas (svensk)
- Good Morning på AlloCiné (fransk)
- Good Morning på MovieMeter (nederlandsk)
- Good Morning på AllMovie (engelsk)
- Good Morning hos American Film Institute (engelsk)
- Good Mornings profil hos Encyclopædia Britannica Online (engelsk)
- Good Morning på Turner Classic Movies (engelsk)